# Vuelta a Burgos 2025
La Vuelta a Burgos 2025, quarantasettesima edizione della corsa e valevole come trentaquattresima prova dell'UCI ProSeries 2025 categoria 2.Pro, si svolse in cinque tappe dal 5 al 9 agosto 2025 su un percorso di 851,4 km, con partenza da Olmillos de Sasamón e arrivo a Lagunas de Neila.
La vittoria fu appannaggio del messicano Isaac Del Toro, il quale completò il percorso in 19h46'48", alla media di 43,043 km/h, precedendo l’italiano Lorenzo Fortunato e il francese Léo Bisiaux.

## Tappe
| Tappa  | Data     | Percorso                                               | km    | Vincitore di tappa | Leader cl. generale |
| ------ | -------- | ------------------------------------------------------ | ----- | ------------------ | ------------------- |
| 1ª     | 5 agosto | Olmillos de Sasamón > Burgos                           | 204,7 | Roger Adrià        | Roger Adrià         |
| 2ª     | 6 agosto | Cilleruelo de Abajo > Buniel                           | 161,6 | Matteo Moschetti   | Roger Adrià         |
| 3ª     | 7 agosto | Monastero di San Pedro de Cardeña > Valpuesta (Burgos) | 184,1 | Léo Bisiaux        | Léo Bisiaux         |
| 4ª     | 8 agosto | Doña Santos > Regumiel de la Sierra                    | 162,7 | Damiano Caruso     | Léo Bisiaux         |
| 5ª     | 9 agosto | Quintana del Pidio > Lagunas de Neila                  | 138,3 | Giulio Ciccone     | Isaac Del Toro      |
| Totale | Totale   | Totale                                                 | 851,4 |                    |                     |

## Squadre e corridori partecipanti
| N.    | Cod. | Squadra                         |
| ----- | ---- | ------------------------------- |
| 1-7   | UAD  | UAE Team Emirates XRG           |
| 11-17 | RBH  | Red Bull-Bora-Hansgrohe         |
| 21-27 | IGD  | Ineos Grenadiers                |
| 31-37 | MOV  | Movistar Team                   |
| 41-47 | TBV  | Bahrain Victorious              |
| 51-57 | EFE  | EF Education-EasyPost           |
| 61-67 | LTK  | Lidl-Trek                       |
| 71-77 | XAT  | XDS Astana Team                 |
| 81-87 | SOQ  | Soudal Quick-Step               |
| 91-97 | DAT  | Decathlon AG2R La Mondiale Team |

| N.      | Cod. | Squadra                |
| ------- | ---- | ---------------------- |
| 101-107 | BBH  | Burgos-Burpellet-BH    |
| 111-117 | UXM  | Uno-X Mobility         |
| 121-127 | Q36  | Q36.5 Pro Cycling Team |
| 131-137 | TUD  | Tudor Pro Cycling Team |
| 141-147 | CJR  | Caja Rural-Seguros RGA |
| 151-157 | EKP  | Equipo Kern Pharma     |
| 161-167 | EUS  | Euskaltel-Euskadi      |
| 171-177 | PTV  | Team Polti VisitMalta  |
| 181-187 | IBA  | Illes Balears Arabay   |

## Dettagli delle tappe

### 1ª tappa
- 5 agosto: Olmillos de Sasamón > Burgos – 204,7 km

Risultati
| Pos. | Corridore       | Squadra   | Tempo    |
| ---- | --------------- | --------- | -------- |
| 1    | Roger Adrià     | Red Bull  | 4h49'46" |
| 2    | Jordan Labrosse | Decathlon | s.t.     |
| 3    | Afonso Eulálio  | Bahrain   | a 4"     |

| Pos. | Corridore       | Squadra   | Tempo    |
| ---- | --------------- | --------- | -------- |
| 1    | Roger Adrià     | Red Bull  | 4h49'36" |
| 2    | Jordan Labrosse | Decathlon | a 4"     |
| 3    | Afonso Eulálio  | Bahrain   | a 10"    |

### 2ª tappa
- 6 agosto: Cilleruelo de Abajo > Buniel – 161,6 km

Risultati
| Pos. | Corridore             | Squadra | Tempo    |
| ---- | --------------------- | ------- | -------- |
| 1    | Matteo Moschetti      | Q36.5   | 3h37'05" |
| 2    | Matteo Malucelli      | Astana  | s.t.     |
| 3    | Juan Sebastián Molano | UAE     | s.t.     |

| Pos. | Corridore       | Squadra   | Tempo    |
| ---- | --------------- | --------- | -------- |
| 1    | Roger Adrià     | Red Bull  | 8h26'41" |
| 2    | Jordan Labrosse | Decathlon | a 4"     |
| 3    | Afonso Eulálio  | Bahrain   | a 10"    |

### 3ª tappa
- 7 agosto: Monastero di San Pedro de Cardeña > Valpuesta (Burgos) – 184,1 km

Risultati
| Pos. | Corridore         | Squadra   | Tempo    |
| ---- | ----------------- | --------- | -------- |
| 1    | Léo Bisiaux       | Decathlon | 4h19'44" |
| 2    | Giulio Ciccone    | Lidl      | a 9"     |
| 3    | Giulio Pellizzari | Red Bull  | s.t.     |

| Pos. | Corridore         | Squadra   | Tempo     |
| ---- | ----------------- | --------- | --------- |
| 1    | Léo Bisiaux       | Decathlon | 12h46'29" |
| 2    | Giulio Pellizzari | Red Bull  | a 22"     |
| 3    | Isaac Del Toro    | UAE       | a 26"     |

### 4ª tappa
- 8 agosto: Doña Santos > Regumiel de la Sierra – 162,7 km

Risultati
| Pos. | Corridore      | Squadra | Tempo    |
| ---- | -------------- | ------- | -------- |
| 1    | Damiano Caruso | Bahrain | 3h33'18" |
| 2    | Rui Costa      | EF      | a 1'26"  |
| 3    | Rui Oliveira   | UAE     | s.t.     |

| Pos. | Corridore         | Squadra   | Tempo     |
| ---- | ----------------- | --------- | --------- |
| 1    | Léo Bisiaux       | Decathlon | 12h46'29" |
| 2    | Giulio Pellizzari | Red Bull  | a 22"     |
| 3    | Isaac Del Toro    | UAE       | a 26"     |

### 5ª tappa
- 9 agosto: Quintana del Pidio > Lagunas de Neila – 138,3 km

Risultati
| Pos. | Corridore         | Squadra | Tempo    |
| ---- | ----------------- | ------- | -------- |
| 1    | Giulio Ciccone    | Lidl    | 3h23'16" |
| 2    | Isaac Del Toro    | UAE     | a 10"    |
| 3    | Lorenzo Fortunato | Astana  | a 27"    |

| Pos. | Corridore         | Squadra   | Tempo     |
| ---- | ----------------- | --------- | --------- |
| 1    | Isaac Del Toro    | UAE       | 19h46'48" |
| 2    | Lorenzo Fortunato | Astana    | a 19"     |
| 3    | Léo Bisiaux       | Decathlon | a 25"     |

## Evoluzione delle classifiche
| Tappa              | Vincitore          | Classifica generale Maglia viola | Classifica a punti Maglia verde | Classifica scalatori Maglia rossa | Classifica giovani Maglia bianca | Classifica a squadre            |
| ------------------ | ------------------ | -------------------------------- | ------------------------------- | --------------------------------- | -------------------------------- | ------------------------------- |
| 1ª                 | Roger Adrià        | Roger Adrià                      | Roger Adrià                     | Carlos García Pierna              | Jordan Labrosse                  | Decathlon AG2R La Mondiale Team |
| 2ª                 | Matteo Moschetti   | Roger Adrià                      | Roger Adrià                     | Carlos García Pierna              | Jordan Labrosse                  | Decathlon AG2R La Mondiale Team |
| 3ª                 | Léo Bisiaux        | Léo Bisiaux                      | Léo Bisiaux                     | Carlos García Pierna              | Léo Bisiaux                      | Red Bull-Bora-Hansgrohe         |
| 4ª                 | Damiano Caruso     | Léo Bisiaux                      | Léo Bisiaux                     | Carlos García Pierna              | Léo Bisiaux                      | Red Bull-Bora-Hansgrohe         |
| 5ª                 | Giulio Ciccone     | Isaac Del Toro                   | Giulio Ciccone                  | Carlos García Pierna              | Isaac Del Toro                   | Red Bull-Bora-Hansgrohe         |
| Classifiche finali | Classifiche finali | Isaac Del Toro                   | Giulio Ciccone                  | Carlos García Pierna              | Isaac Del Toro                   | Red Bull-Bora-Hansgrohe         |

Maglie indossate da altri ciclisti in caso di due o più maglie vinte
- Nella 2ª tappa Afonso Eulálio ha indossato la maglia verde al posto di Roger Adrià.
- Nella 3ª tappa Matteo Moschetti ha indossato la maglia verde al posto di Roger Adrià.
- Nella 4ª tappa Roger Adrià ha indossato la maglia verde al posto di Léo Bisiaux.
- Nella 4ª e 5ª tappa Giulio Pellizzari ha indossato la maglia bianca al posto di Léo Bisiaux.
- Nella 5ª tappa Damiano Caruso ha indossato la maglia verde al posto di Léo Bisiaux.

## Classifiche finali

### Classifica generale - Maglia viola
| Pos. | Corridore         | Squadra     | Tempo     |
| ---- | ----------------- | ----------- | --------- |
| 1    | Isaac Del Toro    | UAE         | 19h46'48" |
| 2    | Lorenzo Fortunato | XDS         | a 19"     |
| 3    | Léo Bisiaux       | Decathlon   | a 25"     |
| 4    | Giulio Pellizzari | Red Bull    | a 30"     |
| 5    | Giulio Ciccone    | Lidl        | a 56"     |
| 6    | Egan Bernal       | Ineos       | a 59"     |
| 7    | Torstein Træen    | Bahrain     | a 1'01"   |
| 8    | Giovanni Aleotti  | Red Bull    | a 1'03"   |
| 9    | Johannes Kulset   | Uno-X       | a 1'05"   |
| 10   | Urko Berrade      | Kern Pharma | a 2'04"   |

### Classifica a punti - Maglia verde
| Pos. | Corridore         | Squadra   | Punti |
| ---- | ----------------- | --------- | ----- |
| 1    | Giulio Ciccone    | Lidl      | 45    |
| 2    | Léo Bisiaux       | Decathlon | 44    |
| 3    | Damiano Caruso    | Bahrain   | 37    |
| 4    | Isaac Del Toro    | UAE       | 34    |
| 5    | Lorenzo Fortunato | XDS       | 28    |

### Classifica scalatori - Maglia rossa
| Pos. | Corridore         | Squadra   | Punti |
| ---- | ----------------- | --------- | ----- |
| 1    | C. García Pierna  | Burgos    | 52    |
| 2    | Giulio Ciccone    | Lidl      | 44    |
| 3    | Isaac Del Toro    | UAE       | 34    |
| 4    | Lorenzo Fortunato | XDS       | 30    |
| 5    | Léo Bisiaux       | Decathlon | 22    |

### Classifica giovani - Maglia bianca
| Pos. | Corridore         | Squadra   | Tempo     |
| ---- | ----------------- | --------- | --------- |
| 1    | Isaac Del Toro    | UAE       | 19h46'48" |
| 2    | Léo Bisiaux       | Decathlon | a 25"     |
| 3    | Giulio Pellizzari | Red Bull  | a 30"     |
| 4    | Johannes Kulset   | Uno-X     | a 1'05"   |
| 5    | Mathys Ronde      | Tudor     | a 2'35"   |

### Classifica a squadre
| Pos. | Squadra                 | Tempo     |
| ---- | ----------------------- | --------- |
| 1    | Red Bull-Bora-Hansgrohe | 59h25'37" |
| 2    | Bahrain Victorious      | a 4'28"   |
| 3    | Ineos Grenadiers        | a 4'32"   |
| 4    | Movistar Team           | a 4'59"   |
| 5    | Burgos-Burpellet-BH     | a 6'36"   |